# Abd al-Latif Mirza
Abd al-Latif Mirza   (Samarcanda, 1420 - Samarcanda, 9 de maig de 1450) fou kan timúrida de Samarcanda (octubre de 1449 - 8 de maig de 1450), fill d'Ulugh Beg (1409-1449) i de Rokia Khatun Arolat.

## Biografia
Era probablement el fill tercer d'Ulugh Beg que va tenir quatre fills mascles: Abd Allah, nascut el juliol de 1420, que segurament va morir jove, ja que no és esmentat posteriorment; Abd al-Rahman, nascut el 1421 a Bukharà, que va morir a Samarcanda el 1432 als 11 anys; Abd al-Latif (la seva data de naixement és desconeguda, fou circumcidat el 1427); i Abd al-Aziz Mirza (tampoc es coneix la seva data de naixement només se sap que era més jove que And al-Latif). Segurament Abd Allah i Abd al-Latif foren criats a Herat mentre que Abd al-Rahman i Abd al-Aziz es van criar a la cort del pare a Samarcanda. Mort Abd al-Rahman, Ulugh Beg va mostrar preferència pel seu fill Abd al-Aziz (amb qui convivia) sobre Abd al-Latif, absent a Herat.

### Joventut
Així es va criar a la cort del seu avi Xah Rukh a Herat (1405-1447) fins que rivalitats amb el seu cosí Ala al-Dawla Abd Allah ibn Baysonghor el van obligar a retornar a la cort del pare a Samarcanda el 1442 però fou reenviat a Herat per la seva àvia Gowhar Shad Aga. El 1444/1445 Xah Rukh es va posar malalt agitant les lluites successòries, amb la reina Gawharshad conspirant per posar al tron al seu net Abd Allah Ala al-Dawla ibn Baysunkur; Xah Rukh es va recuperar però poc després el seu fill Kutb al-Din Muhàmmad Txuqi va morir. L'emir principal Djalal al-Din Firuzshah que dirigia l'exèrcit i l'administració, i el seu fill, es van fer culpables d'abusos que van arribar a orelles de Xah Rukh, i van culminar amb la mort de Firuzshah, executat per orde del sultà. Llavors va esclatar la revolta a Pèrsia occidental de Sultan Muhammad Mirza ibn Mihran Shah (aquest nom no figura en la llista de fills de Miran Xah, per la qual cosa algunes fonts l'identifiquen amb Sultan Muhammad ibn Baysonghor) que va ocupar Hamadan i Esfahan i va assetjar Siraz (novembre-desembre de 1446) expulsant a Abd Allah ibn Ibrahim que es va refugiar amb Xah Rukh. Aquest va reunir l'exèrcit per anar a combatre el rebel. El nomenament d'Ala al-Dawla com a hereu restava en suspens per por de la reacció d'Ulugh Beg (l'únic fill viu de Xah Rukh) tot i el suport de la reina Gawhar Shad al net.
Abd al-Latif va acompanyar a Xah Rukh a la seva darrera campanya a Pèrsia occidental; Gawhar Shad també l'acompanyava i Ala al-Dawla va romandre a Herat. Xah Rukh va arribar a Fars i no va trobar resistència; Sultan Muhammad Mirza va fugir a les muntanyes i els principals caps tribals rebels foren castigats severament. A Sava, per instigació de Gawhar Shad, foren executats alguns sàyyids, un fet excepcional al que no s'haurien atrevit mai Ulugh Beg o el mateix Tamerlà i encara apareix més estrany en el pietós Xah Rukh. Poc després aquest es va posar malalt (es va dir com a càstig diví per haver matat els sàyyids) i va morir a Rayy el 12 de març de 1447.

### Lluita pel poder
Gawhar Shad, per acontentar a Ulugh Beg, va proposar el nomenament al front de l'exèrcit (que havia de retornar al Khorasan) d'Abd al-Latif. Aquest donava suport al seu pare Ulugh Beg com successor de Xah Rukh, però l'àvia esperava així parar el primer cop, mentre enviava un missatger secret a Herat per avisar a Ala al-Dawla de la mort de Xah Rukh i fer passos per una eventual assumpció del poder. Abd al-Latif va acceptar el comandament ofert. Quan Ulugh Beg va saber la mort de Xah Rukh i el nomenament del seu fill, considerant-se el successor natural, va reunir tropes per anar a Herat a recollir la successió. Al mateix temps, el príncep Abu Bakr ibn Kutb al-Din Muhammad, va reunir les seves forces i va travessar el riu Amudarià abans que Ulugh Beg, dirigint-se cap a Herat; assabentat Ulugh Beg el va cridar a la seva presència i li va oferir la mà de la seva pròpia filla. Abu Bakr va acceptar i com que les seves forces eren reduïdes, es va posar al servei d'Ulugh Beg (però va conspirar i fou executat el 1448). Llavors Ulugh Beg va creuar l'Amudarià arribant a Balkh (feu d'Abu Bakr).
Mentre Abd al-Latif havia començat el retorn cap al Khorasan; dos prínceps van desertar l'exèrcit amb algunes tropes, Babur Mirza (Abu l-Kasim Babur ibn Baysonghor) i Khalil Sultan ibn Muhammad ibn Jahangir; també va marxar una princesa filla de Xah Rukh. Els dos prínceps van saquejar l'Ordu Bazar  i van fugir al Khorasan. Abd al-Latif va restaurar la disciplina amb algunes execucions i va iniciar el camí el 16 de març de 1447 (tres dies després de la mort de Xah Rukh). S'havia de reunir amb Ulugh Beg al nord-oest del Khorasan i després marxar des d'allí (via Nasa i Abiward) cap al nord, a Samarcanda, amb el cos de Xah Rukh.
Quan estaven entre Rayy i Semnan, Abd al-Latif va fer arrestar a Gawhar Shad i als turkhans (nobles) i parents que li donaven suport i va seguir per reunir-se amb el seu pare Ulugh Beg. Es va trobar amb la primera resistència a Damghan que va haver d'ocupar per la força. Quan va arribar a Bistam va saber que Babur Mirza (Abu l-Kasim Babur ibn Baysunkur) havia obtingut el suport de les tropes establertes a Gorgan (Astarabad) manades per l'emir Hinduka, que estaven allí estacionades amb la missió de lluitar contra els uzbeks. Després de dominar Gurgan, Babur va dominar el Mazanderan controlant la ruta des de Khorasan occidental cap al nord en direcció a Samarcanda.
Com que Ulugh Behg s'havia trobat dificultats per l'afer d'Abu Bakr, es va retardar i no va arribar al lloc convingut amb Abd al-Latif; aquest va avançar llavors cap a l'est cap a Nixapur. Mentre Ala al-Dawla, era a Herat però no havia agafat el títol de sultà per temor a Ulugh Beg, i va seguir fent la khutba en nom del difunt Xah Rukh, però quan es va assabentar de l'empresonament de Gowhar Shad, va agafar el títol, mobilitzant a les tropes d'Herat i enviant un destacament a Mashad que fou ocupada. El tresor de Xah Rukh (la part que era a Herat) la va repartir entre les tropes per assegurar la seva fidelitat.
Abd al-Latif mentre havia arribat a Nixapur on va saber de la rebel·lió d'Ala al-Dawla i la seva ocupació de Mashad. No va prendre cap mesura i fou atacat sobtadament per forces lleials a Ala al-Dawla a la rodalia de Nixapur el 20 d'abril de 1447 sent derrotat i fet presoner. Gowhar Shad fou alliberada i enviada cap a Herat, junt amb el presoner Abd al-Latif. Ala al-Dawla va anar a trobar a la reina a Sadabad, prop de Jam; al captiu Abd al-Latif el va fer tancar a la fortalesa d'Ikhtiyar al-Din; el cos de Xah Rukh, que havia caigut en mans de les forces d'Ala al-Dawla, fou enterrat al mausoleu de Baysonghor (Ghiyath al-Din Baysonghor) a la madrassa de Gawhar Shad. Llavors Ala al-Dawla va agafar personalment el comandament de l'exèrcit d'Herat i va marxar cap al nord-est contra Ulugh Begh.
Aquesta era a Balkh quan va saber la derrota i captura del seu fill a Nixapur. Va decidir obrir negociacions amb Ala al-Dawla, al que va enviar un ambaixador de nom Sadr Nizam al-Din Mirak Mahmud que li va assegurar que el sultà no tenia cap projecte hostil contra Herat. Ala al-Dawla, que no anava sobrat de forces i no volia lluitar contra el superior exèrcit d'Ulugh Beg, estava disposat a acceptar un acord. Fou llavors quan Babur Mirza que dominava Gurgan i Mazanderan es va acostar per l'oest del Khorasan i va ocupar una posició d'Ala al-Dawla a la frontera dels seus dominis prop de Jam. Ala al-Dawla davant dos enemics potencials, es va veure abocat al pacte al que ja estava predisposat. Va signar un tractat amb Ulugh Beg pel qual la vall del Chechektu i la vall del Murghab serien els límits entre les possessions d'Ala al-Dawla i d'Ulug Beg (la vall del Murghab al nord-oest). Abd al-Latif fou alliberat i retornat al seu pare.

### Governador de Balkh
Ulug Beg va donar al seu fill el govern de Balkh i es va dirigir de retorn cap a Samarcanda. Ala al-Dawla va signar un altre tractat amb el seu germà Babur Mizra que establia el límit entre les respectives possessions a Kushan.
La pau fou de curta durada; contra allò que s'havia pactat, Ala al-dawla retenia presoners als nukars d'Abd al-Latif (que havien caigut a les seves mans després de la batalla de Nixapur) i a més va nomenar comandant de la frontera de Chechektu a Mirza Salih, un enemic personal d'Abd al-Latif. A l'hivern del mateix any l'enfrontament entre Ulugh Beg i Ala al-Dawla es va reprendre. Abd al-Latif va ocupar Chechektu i Salih va haver de fugir cap a Herat. En revenja Ala al-Dawla va fer matar els nukars presoners i tot i que era ple hivern va marxar contra Balkh; Abd al-Latif es va retirar cap a la ciutat de Balkh on va quedar bloquejat i va demanar ajut al seu pare Ulugh Beg. Aquest va contactar amb Ala al-Dawla al que va recriminar que abans de fer la guerra havia d'haver apel·lat a la seva mediació enviant una queixa a la seva cort a Samarcanda. Ala al-Dawla va consentir de retornar a Herat però a Chechektu va fer construir una fortalesa i com que era hivern i no es podien aconseguir materials, va emprar els de les cisternes de Jam construïdes pels pobres. La població del Khorasan a causa de la guerra perllongada estava passant gana i mancava també de robes per poder fer front a l'hivern que en aquell moment era extremament fred.
A la primavera de 1448 Ulugh Beg i Abd al-Latif van decidir reprendre la guerra junts i van aixecar un exèrcit de 90.000 homes, disposats a sotmetre Herat. L'exèrcit va avançar cap al Khorasan. Ala al-Dawla estava preparant les festes de la circumcisió d'un fill quan va saber que els enemics havien creuat l'Amudarià; amb un exèrcit menys nombrós, els va anar a trobar a Tarnat o Tarnab a 14 farsakhs d'Herat (uns 65 o 70 km). L'exèrcit d'Ulugh Beg i Abd al-Latif va aconseguir la victòria i Ala al-Dawla va haver de fugir cap a Mashad i després cap a Kushan, demanant asil al seu germà Babur Mirza que li va concedir. A Herat al saber-se la derrota, els caps militars també van fugir, així com la reina Gawhar Shad. Només la frotalesa Neretü va oferir resistència als atacants però després d'un setge fou conquerida a l'assalt. mentre Abd al-Latif ocupava la fortalesa d'Ikhtiyar al-Din on havia estat presoner. Ulugh Beg va entrar a Herat i es va assegurar el domini de tot el nord del Khorasan. D'allí va marxar a l'oest, ocupant Mashad sense lluita excepte al fortí d'Imad que nova aconseguir ocupar, ja que alli era on Ala al-Dawla guardava una part del seu tresor i l'havia repartit als seus soldats quan va fugir cap a Kushan.
Ulug Beg va enviar a l'amir Abd Allah Shirazi i a Abd al-Latif contra Bistam i Gurgan, sembla que contra Abu l-Kasim Babur (Babur Mirza), però Abd al-Aziz fou derrotat per aquest i va haver de fugir cap a Nixapur. Fou cridat pel seu pare a Mashad acusat de motí, acusació que es va demostrar falsa. Després d'alguns altres moviments Ulugh Beg va retornar a Herat on en la seva absència havia esclatat una revolta del turcman (kara koyunlu) Mirza Yar Ali (novembre de 1448) i Abd al-Latif va romandre a Mashad. Mentre a Transoxiana els uzbeks d'Abu l-Khayr havien aprofitat l'absència d'Ulugh Beg per assolar la regió i van arribar davant els murs de la mateixa Samarcanda i quan Ulugh Begh va rebre notícies dels fets va decidir retornar retornar cap a Samarcanda, deixant al seu lloc a Abd al-Latif, i emportant-se el cos de Xah Rukh per ser enterrat a la seva capital.
Al sortir Ulugh Beg, Babur Mirza va començar a avançar. Abd al-Latif, enfrontat també a la revolta del cap turcman Yar Ali, va abandonar Mashad quan es va acostar Babur Mirza i es va dirigir a Herat. Babur Mirza va avançar cap a Sarakhs, però va enviar una part de les seves forces contra Abd al-Latif a Herat. Aquí Abd alLatif era atacat per Yar Ali que va assetjar la ciutat; amb algun ajut del seu pare, Abd al-Latif va poder fer aixecar el setge, però incapaç de fer front a la revolta de Yar Ali i lluitar contra Babur, va fugir a la cort del seu pare, ben al darrere d'aquest; Ulugh Beg al seu retorn el va enviar cap al seu feu de Balkh.
Les forces de Babur Mirza van aprofitar el moment i van entrar a Herat i la van saquejar durant tres dies i llavors foren expulsats per Yar Ali, que s'havia escapat de Neretü on havia estat empresonat, el qual va ocupar la ciutat i la va dominar durant 20 dies, sent força popular; mentre les forces de Babur romanien a la rodalia; llavors va arribar Babur Mirza, va reorganitzar les seves forces i va subornar a algú per donar un narcòtic a Yar Ali; mentre estava inconscient va atacar i va derrotar les forces de Yar Ali i a aquest el va fer presoner, sent executat al centre d'Herat (vers finals de febrer de 1449). El territori timúrida al sud de l'Oxus va restar independent de Transoxiana durant uns anys, fins que Herat fou recuperada per Abu Saïd el 1458.
Babur Mirza, ara sultà a Herat, era un desordenat, borratxo i una mica incapaç i la seva gent feia tota mena d'abusos contra la població. L'amir Hinduka, cap de l'exèrcit, va començar a plenajer el seu enderrocament amb ajut d'Ulugh Beg, al que va enviar un emisari, l'amir Eidekli; però aquest fou fet presoner per Abd al-Latif que el va lliurar a Babur Mirza, davant el qual va revelar el complot. Babur Mirza va ordenar l'atac a Hinduka, que no s'ho esperava, i tot i que va fer prodigis de valor, fou derrotat amb els seus homes més propers i mort.
Abd al-Aziz es queixava que el seu pare l'havia humiliat i ignorat diverses vegades; no coneixem les humiliacions però les queixes sobre que no el va ajudar en alguns moments decisius en certs combats, no són justes, ja que en cap dels tres casos plantejats, Ulugh Beg podia haver ajudat al seu fill.

### Enemistat amb el pare
En territori d'Abd al-Latif es va produir la revolta d'un tal Miranshah, del que només se sap que era descendent de Tamerlà; derrotat el rebel es van trobar documents que indicaven que la seva revolta havia estat instigada per Ulugh Beg. Abd al-Latif va invocar això com excusa i es va revoltar a la primavera del 1449. Quan Ulug Beg concentrava les seves forces per sotmetre al fill, aquest va agafar el control dels passos del riu Amudarià i va abolir les taxes del comerç amb l'Índia, el que va causar una baixada immediata dels ingressos d'Ulugh Beg, al mateix temps que permetia al rebel aixecar un exèrcit contra el pare. Ulugh Beg va sortir de Samarcanda (deixant al poder a la ciutat al seu jove fill Abd al-Aziz) i va anar a buscar a Abd al-Latif. Els dos contingents es van trobar a la vora de l'Oxus i durant tres mesos van restar front a front, amb diverses escaramusses però sense poder travessar el riu;en una d'aquesta fou fet presoner Abd Allah ibn Ibrahim, l'antic príncep de Fars (1435-1447) que estava amb Ulugh Beg; al bàndol d'aquest darrer es van produir nombroses desercions, i llavors Ulug Beg va saber que hi havia malestar a Samarcanda, a causa del fet que Abd al-Aziz oprimia a les famílies dels caps religiosos que acompanyaven al sultà, va estar a punt de ser fet presoner per aquests caps religiosos i entregat a Abd al-Latif i va tenir dificultats per calmar-los i va escriure una carta a Abd al-Aziz amb instruccions; un nou conflicte a Samarcanda el va decidir a abandonar el camp, retornant a la capital: la tribu turcmana dels arghun s'havia revoltat proclamant a Abu Saïd, fill de Sultan Muhammad Mirza i net de Miran Shah, com sultà, i assetjant Samarcanda; la tribu no podia ser gaire nombrosa i no podia representar un perill greu però sembla que l'hostilitat del clergat (especialment del de Bukharà) contra Abd al-Aziz s'havia fet general i la presència d'Ulugh Beg es feia necessària. El sultà va retornar, va restablir l'orde i va foragitar als arghuns assetjants. Quan la situació va estar en calma, va tornar a marxar contra Abd al-Latif, i aquesta vegada es va emportar amb ell al seu fill Abd al-Aziz deixant el govern de Samarcanda a un notable de nom Miranshah Qaushin.

### Presa del poder a Samarcanda
Mentre Abd al-Latif va obtenir el suport de Khodja Ubayd Allah Akrar, cap de la confraria nakshbandita i va travessar el riu ocupant Tirmidh i Xahrisabz. Finalment la batalla es va produir a la vora de la capital, a Dimishq (vers final de setembre o primers d'octubre), i Abd al-Latif va guanyar; Ulug Beg va intentar resistir a la ciutadella però Miranshah Qaushin li va tancar les portes, i amb el seu fill Abd al-Aziz i alguns fidels va marxar cap a la fortalesa de Shahrukhia, on igualment el governador Ibrahim ibn Pulad li va refusar l'entrada i va intentar capturar-lo; Ulugh Beg va preferir sotmetre's al seu fill Abd al-Latif que ja havia entrar a Samarcanda, i va retornar allí i es va rendir.

### Assassinat d'Ulugh Beg
Ulugh Beg va demanar dedicar-se a la ciència i la religió i li fou concedit; es va preparar el seu viatge a la Meca, però en secret Abd al-Latif va preparar el seu judici segons el qual els caps religiosos van acordar que els imams nomenats per Ulugh Beg a Samarcanda haurien de renunciar i van reconèixer a un comerciant de nom Abbas, el pare del qual havia estat executat per Ulugh Beg, el dret de venjança de sang; la peregrinació es va iniciar el 27 d'octubre o el 25 d'octubre segons Dawlatshah  i ja el primer dia, fou desviat acompanyat d'una escorta al llogaret de Begum a 15 km al sud de Samarcanda, on esperaven Abbas i un altre home; el comerciant va decapitar a Ulugh Beg d'un sol cop d'espasa (el cap fou exposat al iwan de la seva madrassa a Samarcanda); el fill Abd al-Aziz, que havia restat lleial al pare, fou també executat per orde d'Abd al-Latif, al cap de pocs dies (la data exacte no s'esmenta).

### Regnat efímer i mort
Poc després de prendre el poder es va aixecar altre Abu Saïd que havia estat fet presoner per Ulugh Beg però alliberat a la seva mort i tenia el suport dels arghuns. Al cap de sis mesos de govern una conspiració de notables i caps de clan va portar a l'assassinat d'Abd al-Latif el 8 de maig de 1450. Els seus dos fills Ahmad i Muhammad Djuki van fugir en la confusió i se'ls va deixar en pau. Fou proclamat Abd Allah Mirza ibn Ibrahim que al cap de poc donaria pas a Abu Saïd.
Ahmad i Muhammad Djuki es van revoltar el 1457 a Balkh però Abu Said hi va anar i els va derrotar i Ahmad va morir a la lluita; Muhammad va poder fugir i es va tornar a revoltar a Xahrukhia el 1462, però fou capturat després d'un any de setge (1462/1463 o 1463/1464) i empresonat a la fortalesa d'Ikhtiar al-Din on va morir al cap d'un temps.

## Familia

### Esposa
- Shah Sultan Agha, filla de Muhammad Musharaf fill de l'amir mogol Hamid

### Fills i filla
- Abul Razaq Mirza
- Ahmad Mirza
- Mahmud Mirza
- Juki Mirza
- Muhammad Baqir Mirza
- Qatak Sultan Begum